# چفالا دیانا
چفالا دیانا (به ایتالیایی: Cefalà Diana) یک کومونه در ایتالیا است که در استان پالرمو واقع شده‌است.

## خصوصیات
چفالا دیانا ۹٫۰ کیلومترمربع مساحت و ۱٬۰۰۵ نفر جمعیت دارد.